# Portada/article novembre 4

## Llista d'òperes més importants
El renaixement de la presència de l'òpera en el món de la música, sovint gràcies a les gravacions, ha suposat un considerable increment del repertori. Abans, els teatres oferien sempre els mateixos títols, limitant a cinquanta o a molt estirar cent les obres que s'oferien regularment. Tanmateix, actualment no para de créixer el nombre d'òperes redescobertes que s'han incorporat als circuits operístics.
La llista d'òperes més importants ha seguit el criteri dels experts que es mostren a l'apartat de bibliografia consultada i pretén mostrar totes aquelles òperes que s'interpreten amb freqüència, han tingut un èxit considerable en la seva estrena, o bé han passat a la història per algun motiu que les ha fet notables.